# Stygobiont

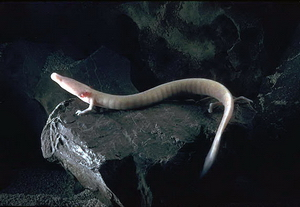
De stygobiete olm

Stygobionten, ook wel stygofauna genoemd, zijn grotbewonende, aquatische organismen, ook wel troglofielen genoemd. Ze kunnen worden onderverdeeld in drie groepen:
- stygobieten: Obligaat aquatische organismen van ondergrondse meren en waterlopen, zoals de olm.
- stygoxenen: Deze dieren brengen slechts een deel van hun levenscyclus in ondergrondse wateren door en verschijnen regelmatig bovengronds, bijvoorbeeld om te foerageren.
- stygofielen: Facultatieve stygobionten: de typische aanpassingen voor het leven ondergronds ontbreekt bij stygofielen veelal.

Er bestaat een hele reeks stygobionte soorten kreeftachtigen, sommige vlokreeftfamilies bevatten voornamelijk stygobiete soorten (Hadziidae, Niphargidae).

## Etymologie
Van het Oudgriekse Στύξ (Styx): de mythologische rivier uit de onderwereld; en βίος (bios): leven.